# William Anders (Astronaut)
William Alison „Bill“ Anders (* 17. Oktober 1933 in Britisch-Hongkong; † 7. Juni 2024 bei Roche Harbor, San Juan Island) war ein US-amerikanischer Luftwaffenoffizier und Astronaut. Bekannt wurde er als Mitglied der Weltraummission Apollo 8, des ersten bemannten Fluges zum Mond im Jahr 1968, und durch das von ihm geschossene ikonische Foto Earthrise, das während der Mission entstand.

## Beginn der Karriere
Geboren in Hongkong, weil sein Vater als Pilot bei der US Navy dort stationiert war, wuchs Anders in Kalifornien auf. Im Jahr 1951 schloss er die East Jackson High School ab. Danach studierte er an der US-Marineakademie in Annapolis (Maryland), die ihm 1955 einen Bachelor in Elektrotechnik verlieh. Er wechselte zur US-Luftwaffe und diente als Abfangjägerpilot in einem Allwetter-Geschwader. Einen weiteren Universitätsabschluss erlangte er 1962 mit einem Master in Nukleartechnologie vom Air Force Institute of Technology, das auf der Wright-Patterson Air Force Base in Ohio untergebracht ist.
In einem Waffenlabor der Luftwaffe in New Mexico arbeitete Anders an technischen Möglichkeiten zur Abschirmung von Kernreaktoren.

## Der Wechsel zur NASA
Anders, inzwischen Hauptmann der Luftwaffe, bewarb sich bei der NASA und wurde am 17. Oktober 1963, an seinem 30. Geburtstag, als einer von 14 Astronauten der dritten Auswahlgruppe der Öffentlichkeit vorgestellt.
Die Ausbildung begann im Februar 1964. Als Spezialgebiete wurden ihm 1965 Dosimetrie, Strahlungseffekte und Lebenserhaltungssysteme zugewiesen. Er war einer der ersten Astronauten, die das Lunar Landing Training Vehicle (LLTV) flogen, mit dem die Landung auf dem Mond geübt werden sollte.

### Gemini
Seine erste Zuweisung zu einer Mannschaft erhielt Anders am 19. März 1966, als er als Ersatzpilot für die Mission Gemini 11 im September 1966 nominiert wurde. Bei der Mission Gemini 12 im November 1966 diente er als Verbindungssprecher (Capcom).

### Apollo

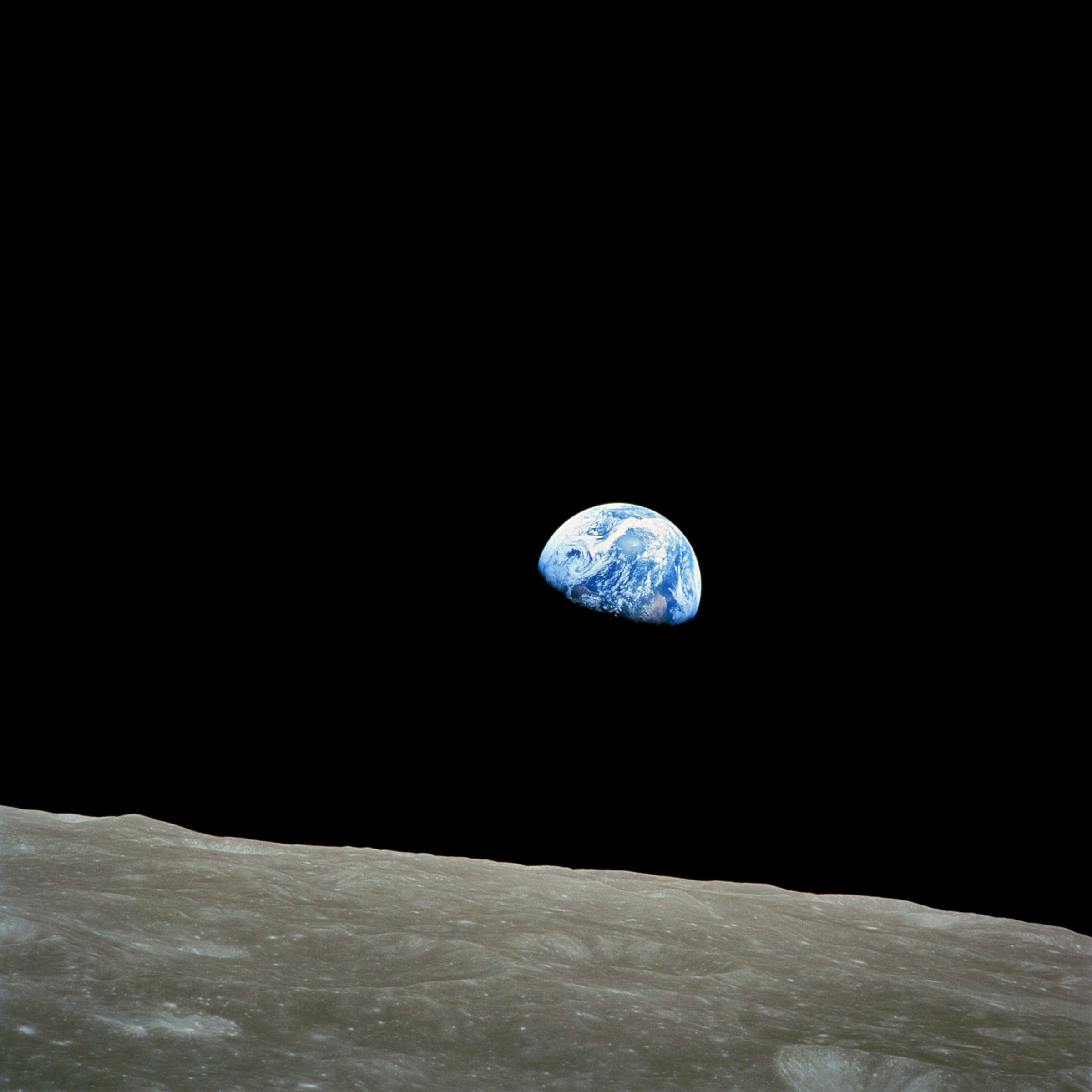
„Earthrise“ – der Aufgang der Erde über dem Mond. Das berühmte Foto von Anders, aufgenommen am 24. Dezember 1968.

Als die ersten Apollo-Mannschaften zusammengestellt wurden, wurde Anders der Mission E zugewiesen. Anders hätte die Mondlandefähre in einer hohen Erdumlaufbahn als Mondfährenpilot testen sollen. Weil sich die Entwicklung der Mondfähre verzögert hatte, wurde die Mission E gestrichen. Die Mannschaft, zu der auch Kommandant Frank Borman und Apollo-Pilot Jim Lovell gehörten, führte die nun Apollo 8 genannte Mission durch, die zwischen die Missionen C und D geschoben wurde. Der Erstflug der Mondfähre musste auf Apollo 9 verschoben werden, so dass Anders sein Training nicht anwenden konnte. Anders startete am 21. Dezember 1968 zu seinem einzigen Weltraumflug. Es war der erste bemannte Start der Saturn-V-Rakete und der erste bemannte Raumflug zu einem anderen Himmelskörper.
Am 24. Dezember nahm Anders eines der berühmtesten Fotos der Geschichte auf, den Aufgang der Erde über dem Mondhorizont („Earthrise“). Am Abend erfolgte eine Live-Übertragung aus der Apollo-Kommandokapsel in der Mondumlaufbahn, wobei Borman, Lovell und Anders die Schöpfungsgeschichte aus der Bibel vorlasen. Einen Auszug davon verwendete der britische Musiker Mike Oldfield zur Eröffnung seines Albums The Songs Of Distant Earth. Anders selbst, ursprünglich Katholik, hat infolge seiner Weltraumerfahrung aber jeglichen Bezug zu Religion verloren.
Nach seiner Rückkehr wurde Anders der Ersatzmannschaft von Apollo 11 zugewiesen, wo er als Reserve für den Apollo-Piloten Michael Collins vorgesehen war. Während dieser Mission arbeitete er wieder als Verbindungssprecher (Capcom) in der Leitstelle in Houston.

## Nach der NASA

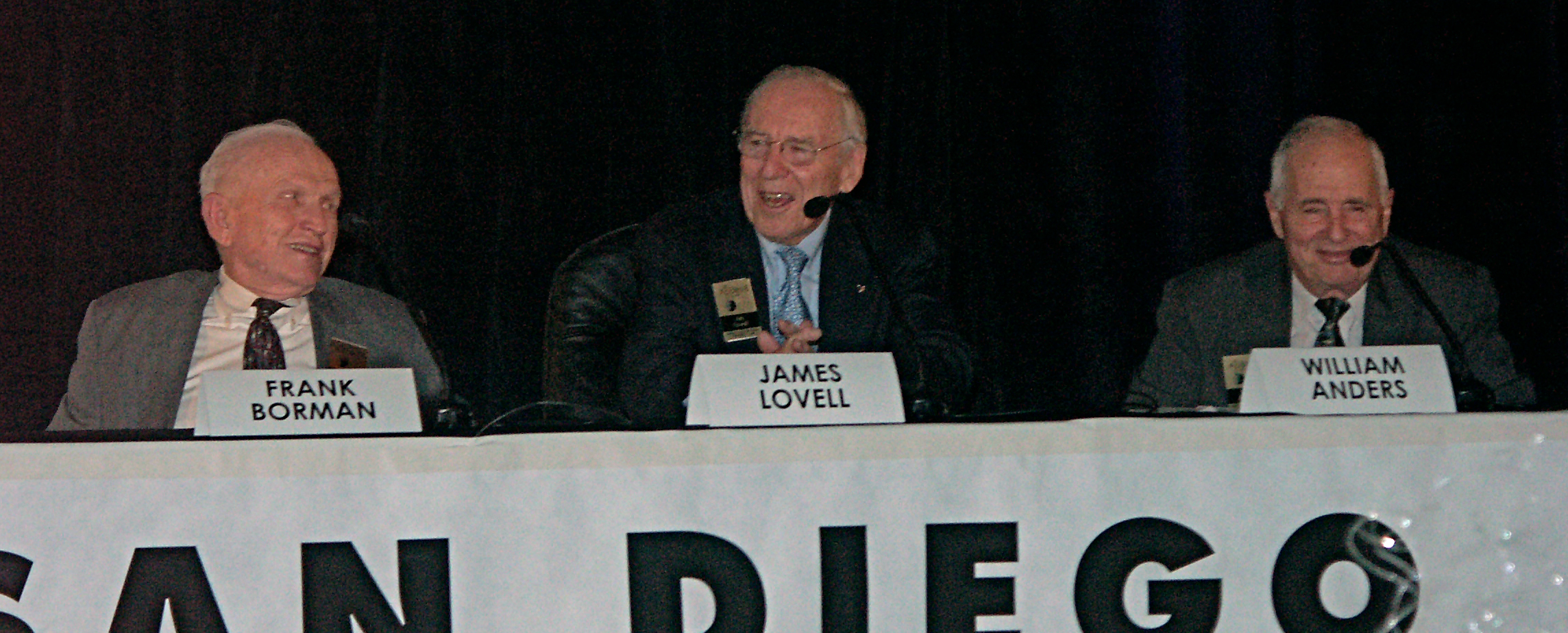
Frank Borman mit Jim Lovell und William Anders, Dezember 2008

Anders verließ die NASA zum 1. August 1969. Auch vom aktiven Dienst in der Luftwaffe nahm er seinen Abschied (diente allerdings weiterhin in der Air Force Reserve, aus der er Jahre später im Range eines Generalmajors ausschied). Bereits im Juni 1969 war er von Präsident Richard Nixon in ein Beratungsgremium berufen worden, das Entscheidungsvorlagen für Forschung, Entwicklung, Planung und Durchführung von Luft- und Raumfahrtsystemen erarbeiten sollte.
Am 6. August 1973 wurde Anders in eine fünfköpfige Atomenergiekommission berufen, in der er für nukleare und nichtnukleare Energien zuständig war. Parallel hierzu war er amerikanischer Vorsitzender eines amerikanisch-russischen Programms für nuklearen Technologietransfer.
Im Zuge einer Reorganisation wurde die Atomenergiekommission 1975 aufgelöst und durch die Regulierungsbehörde für Nukleartechnik ersetzt, die nun für nukleare Sicherheit und Umweltverträglichkeit zuständig war. Anders wurde der erste Vorsitzende dieser neuen Behörde.
1976 übernahm Anders das Amt als US-Botschafter in Norwegen.
Nach 26 Jahren in Staatsdiensten ging Anders im September 1977 in die Industrie und übernahm einen Posten als Bereichsleiter für Nuklearprodukte bei General Electric in San José, Kalifornien. Zu Jahresbeginn 1980 wechselte er in den Luftfahrtbereich der Firma nach Utica, New York.
Anders verließ General Electric 1984 und ging zu Textron, wo er den Luft- und Raumfahrtbereich leitete. 1990 wechselte er zur General Dynamics, bis er sich 1994 zur Ruhe setzte.
William Anders war verheiratet und hatte vier Söhne und zwei Töchter. Die Familie lebte zuletzt auf Orcas Island und hatte einen Zweitwohnsitz in seiner Heimatstadt San Diego.
Anders starb am 7. Juni 2024 im Alter von 90 Jahren, als er mit seiner Beechcraft T-34 Mentor bei einem Alleinflug in der Nähe der Ortschaft Roche Harbor auf San Juan Island im US-Bundesstaat Washington unter bislang ungeklärten Umständen ins Meer stürzte. Der Absturz ist Gegenstand der Untersuchungen der Federal Aviation Administration und des National Transportation Safety Board.

## Ehrungen
1968 war er mit seinen Kameraden von Apollo 8 „Mann des Jahres“ der Zeitschrift Time. Der Mondkrater Anders ist seit 1970 nach ihm benannt.

## Veröffentlichungen
- B. A. Kulp, R. M. Detweiler, W. A. Anders: Temperature Dependence of Edge Emission in Single-Crystal Cadmium Sulfide. In: Physical Review. 131. Jahrgang, Nr. 5, 1. September 1963, S. 2036–2038, doi:10.1103/PhysRev.131.2036.